# Д’Аркур, Эжен (политик)
Франсуа Эжен Габриель д’Аркур (фр. François Eugène Gabriel d'Harcourt; 22 августа 1786, Жуи-ан-Жозас (ныне — в департаменте Ивелин) — 2 мая 1865, Париж), 8-й герцог д’Аркур, 4-й герцог де Бёврон — французский политик и дипломат.

## Биография
Сын герцога Мари-Франсуа д’Аркура и Мадлен Жаклин Ле Венёр де Тийер.
Воспитывался бабкой, герцогиней де Бёврон, пока его отец находился в Англии на службе у герцога Беррийского. При Первой Реставрации (фр. Première Restauration) служил в доме короля. После Ста дней был назначен шефом эскадрона гвардейских гусар, которыми командовал его зять маркиз де Ванс. Тяготясь военной службой, в 1820 вышел в отставку. Заинтересовавшись греческой борьбой за независимость, совершил длительное путешествие в Грецию. Затем по поручению филэллинского комитета добился аудиенции у Карла X, чтобы выяснить позицию французского правительства в греческом вопросе. Ответ короля был неблагоприятен для греков, и в 1826 д’Аркур окончательно вернулся во Францию.
21 ноября 1827 был избран депутатом от Сены и Марны; в парламенте примкнул к либеральной оппозиции. Был назначен секретарем палаты. 29 июля 1830 палата одобрила свержение Карла X и переход власти к Луи-Филиппу, и д’Аркур вручил королю адрес, подписанный депутатами. Вскоре был назначен послом в Испанию, но, будучи недоволен мерами, принятыми Фердинандом VII против либералов, уже 27 ноября ушел в отставку.
5 июля 1831 был избран депутатом от Провена, вскоре получил назначение послом в Константинополь, но смерть премьер-министра Казимира Перье помешала его отбытию. 21 июня 1834 переизбран депутатом, активно участвовал в дебатах о среднем образовании. 3 октября 1837 был пожалован в пэры Франции.
Был президентом Общества свободного обмена, требовал снижения пошлин и провалил в Палате пэров проект строительства укреплений Парижа. В 1848 Ламартин предложил ему пост посла в Лондоне, но герцог предпочел Рим, где пытался добиться от Пия IX проведения реформ и назначения премьер-министром Пеллегрино Росси. После убийства Росси и бегства папы из Рима передал генералу Кавеньяку согласие понтифика на предложенное ему убежище во Франции. Вскоре папа изменил своё решение, и д’Аркур вместе с баварским послом подготовил его отъезд в Гаэту. Столкнувшись с нежеланием папы идти на либеральные уступки, ушел в отставку (12 сентября 1849).
Вернувшись на родину, оставил государственную службу и успешно занимался земледелием в своих поместьях в Бургундии и Тюри-Аркуре.

## Награды
- Офицер ордена Почетного легиона (7.05.1839)

## Семья
Жена (14.05.1807): Аглае Терре (1788—1867), дочь Антуана Терре, виконта де Розьера (1750—1794), и Николь Перрене де Вальмон де Гробуа, дамы де Гробуа (1751—1794)
Дети:
- Анри Мари Никола Шарль д’Аркур (1808—1846), маркиз д’Аркур. Жена (30.11.1829): Слани Сезарин де Шуазёль-Прален (1807—1843), дочь герцога Шарля Феликса Ренара де Шуазёль-Пралена (1778—1841) и Лауры Шарлотты Ле Тоннелье де Бретёй (1779—1861)
- Жаклин Филиппин Софи д’Аркур (1810—1884). Муж (ок. 1830): Луи де Манури де Круазий (1800—1872)
- Мадлен Мари Софи д’Аркур (1812—1842). Муж (31.07.1832): герцог Жан Шарль Мари Леон д’Юрсель (1805—1878)
- Брюно Жан д’Аркур (1813—1891), граф, затем маркиз д’Аркур. Жена (11.12.1856): Мари Жюльетт Каролин д’Андинье де Ла Шасс (1834—1871), дочь Шарля д’Андинье, маркиза де Ла Шасс, и Полин де Вильнёв-Ванс
- Ришар д’Аркур (17.07.1816—10.11.1840). Младший лейтенант корпуса зуавов, убит возле Блиды
- Робер д’Аркур (6.01.1820—30.04.1840). Моряк, тяжело ранен на Мадагаскаре в результате несчастного случая, умер по пути во Францию на острове Святой Елены. Тело доставлено на родину фрегатом «La Favorite», шедшим в составе конвоя, перевозившего останки императора Наполеона.
- Бернар Ипполит Мари д’Аркур (1821—1912), граф д’Аркур. Жена (13.05.1851): Элизабет Мари Казимира де Гиньяр де Сен-При (1832—1900), дочь Алексиса де Гиньяра де Сен-При, графа де Сен-При, и Антуанетты Мари Анриетты де Ла Гиш
- Анриетта Мари д’Аркур (1828—1904). Муж (6.10.1847): герцог Жан Шарль Мари Леон д’Юрсель (1805—1878)